# Chaïm Wirszubski
Chaïm Wirszubski (Vilna, 1915 - Jérusalem, 1977) est un universitaire et théologien israélien. Il est un spécialiste de la mystique juive au Moyen Âge et à la Renaissance.

## Biographie
Il s'installe à Jérusalem en 1933, où ses maîtres à l'université hébraïque sont Julius Guttmann et Gershom Scholem. Il consacra ses premiers travaux aux rapports entre droit et politique dans l'Antiquité romaine. Il a aussi traduit en hébreu le Traité théologico-politique de Spinoza.
Son ouvrage le plus connu est Pic de la Mirandole et la cabale (1989, posthume) qui donne un nouvel éclairage aux Conclusions cabalistiques de Pic, notamment en révélant l'importance des ouvrages d'Abraham Aboulafia et de Menahem Recanati dans la « philosophie nouvelle » à laquelle rêvait Pic de la Mirandole. Restées longtemps inédites, ces sources juives de la Renaissance sont étudiées en détail par Chaïm Wirszubski démontrant l'audace de la pensée de Pic de la Mirandole ainsi que la richesse de la tradition cabalistique qui a son origine au plus profond de la pensée juive. Chaïm Wirszubski démontre aussi que Pic de la Mirandole n'aurait pu avoir une telle connaissance de la Cabale sans avoir pour formateur l'ex-juif converti au catholicisme Flavius Mithridate.
Dans Pic de la Mirandole et la cabale, Wirszubski traite en fait trois thèmes fondamentaux : en premier lieu, l'histoire de la Kabbale au Moyen Âge, puis la cabale chrétienne à la Renaissance (où Pic joue un rôle essentiel), et finalement Pic de la Mirandole lui-même (doctrine et sources).